# Apendektomija
Apendektomija je hirurška procedura kojom se kroz otvor na prednjem trbušnom zidu uklanja patološki izmenjen crvuljak (lat. apendix vermicularis) nakon akutnog ili hroničnog zapaljenja crvuljka (lat. apendicitisa). Spada u grupu najčešćih operativnih zahvata u abdominalnoj hirurgiji.

## Istorija
Crvuljak se ne spominje u ranim anatomskim zapisima, sve do njegove prve pojava na crtežima Leonarda da Vinčija iz 1472. godine, koji nisu objavljeni sve do 18. veka. Razlog tome je činjenica da su veliki antički anatomi poput Galena opise građe unutrašnjih organa čoveka vršili na osnovu disekcije majmuna koji nemaju crvuljak. Međutim smatra se da je crvuljak ipak bio poznat lekarima aleksandrijske škole i naslednicima Galena i Celsusa koji su ga međutim poistovećivali sa cekumom (slepim crevom).
Klinički opisi stanja koje odgovara bolesti crvuljka i stvaranju apendikularnog apscesa potiču još od Hipokrata koji je su u svojim delima opisao „stalan bol u trbuhu usled zapaljenjskog procesa u crevima", a smatra se da je on i umro zbog komplikovanog zapaljenja crvuljka.
Prvi zvanični anatomski opis crvuljka dao je Jacopo Berengario da Carpija, profesor anatomije i hirurgije u Bolonji, 1521. godine, smatrajući ga anomalijom slepog creva, poveden činjenicom da ga Galen nije spominjao u svojim radovima.
Osnivač moderne anatomije Andreas Vesalius (1514—1564), ilustrovao je crvuljak 1543. godine, kao fiziološku anatomsku strukturu, zahvaljujući činjenici da je izučavanje anatomije sprovodio na čoveku, a ne na životinjama kao što su to činili njegovi prethodnici. Andreas Vesalius, dopunio je opis crvuljka i priložio nekoliko ilustracija u svom čuvenom delu De Humani Corporis Fabrica objavljenom 1543. godine. Vesalius je insistirao na nazivu slepo crevo za crvuljak zbog njegovog slepog završetka, jer je po njemu „cekum imao tri otvora i komunikacije sa ileumom, kolonom i crvuljkom". Terminoloska konfuzija i nejasno definisanje slepog creva (cekuma) i crvuljka (apendiksa) prisutno je i u radovima francuskog hirurga Ambroaza Perea (1510—1590) iz 1582. godine.
Caspar Bauchin je 1579. godine postavio hipotezu o ulozi crvuljka kao rezervoara za feces ploda tokom intrauterinog života. Moguće je da je on zamenio crvuljak sa divertikulumorn koga je Johan Friedrich Meckel (1810—1894) opisao dvesta godina kasnije. I kada je najznačajniji anatom 18. veka, Giovanni Battista Morgagni (1687—1771), objavio 1719. godine značajnu anatomsku studiju ona je medutim, malo doprinela novom saznanju o građi crvuljka.
Akutno zapaljenje crvuljka kao poseban klinički i dijagnostički entitet datira unazad dva veka, nakon što je 1886. godine, američki patolog Reginald Fitz (učenik Rudolfa Wirchofa), po prvi put, prepoznao da je upala vermiformnog apendiksa (crvuljka) razlog infekcije i bola u donjem desnom kvadrantu trbuha.
Baron Guillaume Dupuytren (1777—1835) tvrdio je da akutno zapaljenje na desnoj strani trbuha potiče od oboljenja slepog creva, a ne crvuljka i prvi je za ovo stanje upotrebljavao naziv tiflitis (lat. typhlitis).
Dugo su rane faze akutnog zapaljenja crvuljka ostale nepoznanica prvenstveno zbog izbegavanja hirurga da obave hiruršku eksploraciju trbušne duplje. Nakon što je Englez John Parkinson (1755—1824) izvršio autopsiju dečaka umrlog od sepse i pronašao zapaljen i perforiran crvuljak koji je izazvao difuzni peritonitis. On je na osnovu ovog kliničkog saznanja 1812. godine dao opis fatalnog toka akutnog zapaljenja crvuljka.
Engleski vojni hirurg, Claudius Amyand, izveo je prvu uspešnu apendektomiju 1735. godine u Bolnici Svetog Đorda u Londonu. Apendektomiju je izveo jatrogeno, tokom operacije preponske kile i bez anestezije. Međutim kako je to bilo nenamerno otstranjenje crvuljka, smatra se da je prvo hirurško odstranjenje crvuljka nakon postavljene dijagnoze obavio Robert Lawson Tait 1880. godine. Operativna tehnika za apendektomiju nikada nije kompletno standardizovana. Incizija na koži je u početku bila vertikalna, u srednjoj liniji, ali pristup crvuljku nije bio dovoljno dobar. Pet godina kasnije, 1894. godine je McBurney opisao novi način odstranjenja crvuljka kroz inciziju na koži trbuha koja je i danas poznata po ovom autoru.
Sam pojam apendektomija datira iz 1889. godine kada je Reginald Fitz iz Bostona prvi put izdao rad o zapaljenju crvuljka i njegovo operativno lečenje nazvao apendektomija (uklanjanje crvuljka).
Apendektomija je krajem 19. veka postala metoda izbora u hirurgiji. Time je počela nova era savremenog hirurškog lečenja zapaljenja crvuljka. Zahvaljujući ovoj metodi lečenja stopa mortaliteta zapaljenja crvuljka se vremenom smanjivala, posebno uvođenjem antibiotika 1940-tih i 1950-tih godina.
Nakon što je nemački ginekolog Kurt Semm (1927—2003) otkrio mogućnosti laparoskopije posebno u rešavanju ograničenja klasične otvorene hirurgije, on je prvu laparoskopsku apendektorniju izveo 13. septembra 1981. godine u Kielu. Prvu laparoskopsku apendektomiju kod devetogodišnjeg dečaka, izveo je u SAD, 1989. godine Thorn Lobe u Memfisu. Potom su Jean-Stephane Valla i saradnici 1991. godine izvestili da su obavili veliku seriju laparoskopskih apendektomija u dečjem uzrastu, za koju smatraju da treba da postane novi zlatni standard u tretmanu nejasnog bola u desnom donjem kvadrantu, posebno kod devojčica.
Zahvaljujućim brojnim novinama u medicinskoj dijagnostici, do danas su otkriveni mnogobrojni znaci i simptomi kao i mnogobrojni skoring sistemi koji olakšavaju postavljanje precizne dijagnoze zapaljenja crvuljka.
Što se tiče terapije i danas je osnovni princip hirurško lečenja, klasičnom operativnom ili laparoskopskom tehnikom.
Dosadašnja svetska istraživanja pokazuju značajniju prednost laparoskopske u odnosu na klasičnu apendektomiju naročito kod gojaznih pacijenata, žena i u slučaju sumnje u tačnost dijagnoze. Takođe se smatra da je velika prednost laparoskopske operacije u veličini operativnog reza, manjem postoperativnom bolu, bržem oporavku i povratku svakodnevnim aktivnostima, dok se kao mane smatraju duži tok operacije veća incidenca postoperativnih intraabdominalnih abscesa (samo u nekim studijama).

## Relevantna anatomija
Crvuljak, kao što mu sam naziv kaže je crvolika struktura, ili deo debelog creva koja nastaje neposredno ispod ileocekalne valvule (na 1 do 2,5 cm), i slepo se završava i visi o dnu slepog creva, kao privezak.
Crvuljak ima tubularni oblik sa jednom do dve vijuge, a retko je prav. Dužina crvuljka koja mu prosečno iznosi oko 9 cm, može da varira od jako kratkog (2 cm) do jako dugog (20 cm), kao i u debljina koja se kreće od 0,5 do 1,0 cm.
Crvuljak postoji samo kod čovjeka, primata i nekih glodara. Prvo se smatralo kako je crvuljak zakržljao i suvišan organ, a danas postoje tvrdnje kako je on posebno oblikovan deo slepog creva specifične građe, sa mnogo limfnog tkiva zbog čega ga neki nazivaju i crevni krajnik.
Mezoapendiksom u kome su sadržani pripadajući krvni, limfni sudovi i nervi, crvuljak je povezan sa ileumom.
Otvor crvuljka u slepom crevu (cekumu) nalazi se na njegovom unutrašnjem, zadnjem, spoljašnjem i prednjem zidu i uvek ispod ilealnog otvora.
Na prednjem trbušnom zidu on se prezentuje u predelu Lanzove topografske tačke koja odgovara spoju desne i srednje trećine bispinalne linije. Međutim snažnim pritiskom u predelu Mekburnijeve tačke može se izazvati snažan bol kod zapaljenja crvuljka (apendicitisa).
U većini slučajeva crvuljak leži u desnoj ilijačnoj jami, međutim u odnosu na slepo crevo evidentiran je i polazak crvuljka sa donjeg, najnižeg dela cekum, koji može da se pruža: Opisuje se pet mogućih položaja crvuljka u trbuhu, od kojih može da zavisi klinička prezentacija apendicitisa:
- retrocekalni (64,0—65,3),
- descedentni/pelvični (31,0—32%),
- subcekalni (2,0—2,3%),
- preilealni (1,0%),
- postilealni (0,4—0,5%).

Od nivoa donje ivice jetre crvuljak se spušta u desnu bedrenu jamu.
Prevalencija različitih položaja crvuljka varira u različitim populacijama, pa je tako retrocekalni položaj crvuljka je najčešći u Gani i Sudanu (67,3% i 58,3%), dok je u Iranu i Bosni karlični položaj najčešći (55,8% i 57,7%).
U embrionalnom i fetalnom dobu, kao i u detinjstvu, crvuljak je znatno širi u odnosu na veličinu debelog creva nego kod odraslih, pa se teže začepi. Crvuljak postaje atrofičan i smanjuje se u starosti čime se može objasniti znatno niža učestalost zapaljenja crvuljka kod starijih osoba.
U veoma retkim slučajevima crvuljak možda uopšte nije prisutan sa prevalencijom 1 na 100.000).

## Epidemiologija
Učestalost
U američkim bolnicama u 2011. godini izvršeno je oko 327.000 apendektomija, što čini 10,5 procedura na 10.000 stanovnika. Primera radi apendektomije su činile 2,1% svih hirurških procedura obavljenih u operacionim salama širom SAD u 2011. godini.
Mortalitet
Apendektomija je relativno jednostavna procedura sa stopom mortaliteta, od oko 0,8 na 1.000 pacijenata čak i kod nekomplikovanih zapaljenja crvuljka. U slučaju perforacije mortalitet može biti i do 5,1 na 1.000 pacijenata, posebno onih u mlađim uzrastima.

### Klasična apendektomija
Klasična apendektomija ili otvorena apendektomija je tradicionalna operativna tehnika koja podrazumeva pristup zapaljenom crvuljku transverzalnim, naizmeničnim rezom, razmicanjem mišićnih slojeva u projekciji McBurney-eve tačke.
Nakon otvaranja trbušne maramice, slepo crevo sa crvuljkom se mobiliše i crvuljak se eksteriorizuje kroz inciziju. Mezenteriolum se sanira ligaturama, a na bazu crvuljaka se postavljaju ligature. Ostavlja se kratak bataljak crvuljaka, kako bi se izbeglo spadanje ligature,
inflamacija bataljka, stvaranje fistule... Uz ligaturu, oko bataljka se potom postavlja šav u obliku duvankese, a sam bataljak se invertira i prepokrije „Z“- šavom. Smatra se da inverzija bataljka deluje hemostazno i smanjuje mogućnost njegve kontaminacije.
Potom trebas uraditi eksploraciju vijuga tankog creva u dužini od 90 cm, kako bi se isključila dodatna patologija (Meckel-ov divertikulum, mezenterijalni adenitis, inflamatorna bolest creva), a kod devojčica i unutrašnjih genitalija.
Kod akutnog nekomplikovanog zapaljenja crvuljka irigacija rane je nepotrebna. Rana na trbuhu se zatim zatvara po slojevima, najčešće bez postavljanja drena.

### Laparoskopska apendektomija
Laparoskopska apendektomija je savremenija metoda apendektomije koja podrazumeva nekoliko različitih vrsta tehnika, sa jednim, dva ili tri porta. Pre operacije predlaže se preoperativna dekompresija želuca i mokraćne bešike ubacivanjem nazogastrične sonde odnosno urinarnog katetera. Time se značajno smanjuje mogućnost povređivanja ovih organa.
Pacijent u toku operacije leži na leđima (u Trendelenburgovom položaju 10-15°) blago nagut na lijevu stranu. Hirurg i asistent, koji čine operativni tim, se nalaze sa leve strane pacijenta.
Operativni tim zahvat se izvodi korištenjem tri troakara, dva od po 10 mm i jednog od 5 mm, sa intraabdominalnim pritiskom od 10mmHg. Jedan troakar od 10 mm postavlja se u predelu pupka, a troaakra od 5 mm u desnu ilijačnu jamu. Drugi troakar od 10 mm postavlja se paramedijalno levo iznad mons pubisa.
Tokom intervencije koristi se tehnika otvorene laparoskopije sa Hassonovim troakarom od 10 mm, kosa optika i bazični set za laparoskopske operacije. Resekcija mezoapendiksa radi se sa monopolarnom kukicom i/ili bipolarom, a može i sa sa harmoničnim skalpelom. Baza crvuljka zbrinjava se Roederovom omčom. Nakon intervencije zatvaranju se otvori na trbuhu načinjeni troakarom ušivanjem fascija a zatim i intradermalnim šavom.

#### Prednosti laparoskopske apendektomije
Prednosti laparoskopske tehnike mogu biti:
- bolja eksploracija trbušne šupljine
- kraći postoperativni tok
- brža rekonvalescencija
- bolji kozmetski učinak
- ekonomski aspekt, manji troškovi lečenja, kraća hospitalizacija.

#### Komplikacije laparoskopske apendektomije
| Opstrukcija tankog creva                  | Opstrukcija stranim telom; volvulus slepog i tankog creva; adhezije                           |
| ----------------------------------------- | --------------------------------------------------------------------------------------------- |
| Krvarenje                                 | Intraabdominalno krvarenje Hematom u abdominalnom zidu                                        |
| Ileus                                     |                                                                                               |
| Infekcija                                 | Infekcija rane Apsces (intraabdominalni; pelvični i skrotalni) Sepsa;                         |
| Lokalne komplikacije na bataljku crvuljka | Zaostao fekolit Zapaljenje preostalog bataljka crvuljka Curenje sadržaja na bataljku Fistulaa |
| Kila (hernija)                            | Ingvinalna kila Kila na mestu porta                                                           |

## Spoljašnje veze
- Appendix Pain? Appendicitis, Surgery, and More — MedicineNet (jezik: engleski)

|  | Molimo Vas, obratite pažnju na važno upozorenje u vezi sa temama iz oblasti medicine (zdravlja). |